# Grand Quartier général (1914-1919)
Pour les articles homonymes, voir Grand Quartier général et GQG.

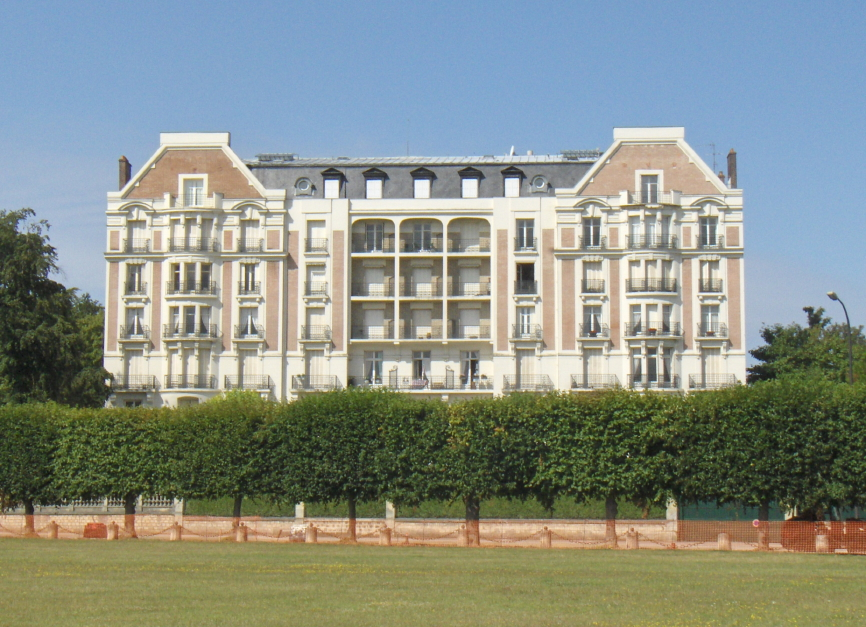
Hôtel du Grand Condé à Chantilly, siège du Grand Quartier général du 29 novembre 1914 au 9 janvier 1917.

Le Grand Quartier général (GQG) est une structure de commandement française utilisée à l'occasion de la Première Guerre mondiale. Le GQG  assure le commandement de l'ensemble du corps de bataille français, d'août 1914 jusqu'à 1919.

## Commandement
Lors de la mobilisation de 1914, le général Joseph Joffre, précédemment chef de l'État-Major général de l'Armée, est nommé commandant en chef des armées le 2 août. Il choisit le général Émile Eugène Belin (premier sous-chef de l'État-Major de l'Armée) comme major-général, les généraux Henri Berthelot (adjoint au premier sous-chef) et Céleste Deprez comme aides-majors.
- chancellerie : lieutenant-colonel Gaston Dupuis ;
- chef du 1er bureau : colonel Bernard ;
- chef du 2e bureau : lieutenant-colonel Dupont ;
- chef du 3e bureau : lieutenant-colonel Ferdinand Auguste Pont[1];
- directeur des services de l'arrière : général Édouard Laffon de Ladebat[2],[3];
  - chef d'état-major de la direction de l'Arrière : général Henri Linder.

Les principaux changements ultérieurs sont :
- le 21 août 1914, le colonel Maurice Pellé remplace le général Deprez comme aide-major ;
- le 4 octobre 1914, le général Ferdinand Foch est nommé adjoint du commandant en chef ;
- le 22 mars 1915, le général Pellé remplace le général Belin comme major-général ;
- le 2 décembre 1915, le général Joffre prend le titre de commandant en chef des armées françaises ;
- le 11 décembre 1915, le général Édouard de Castelnau est nommé chef d'état-major général des armées françaises ; un deuxième major-général le général Maurice Janin est nommé et restera en poste jusqu'au 19 avril 1916 ;
- le 17 décembre 1916, le général Robert Georges Nivelle est nommé à la place du général Joffre comme commandant en chef, avec le colonel Renouard comme chef du 3e bureau et le lieutenant-colonel Eric Audemard d'Alançon comme chef de cabinet ;
- le 20 décembre 1916, le général Pont remplace le général Pellé comme major-général ;
- le 2 mai 1917, le général Marie-Eugène Debeney remplace le général Pont comme major-général ;
- le 17 mai 1917 le général Philippe Pétain remplace Nivelle[4].
- le 23 décembre 1917, le général François Anthoine remplace le général Debeney comme major-général ;
- à partir du 26 mars 1918, le GQG français est placé sous les ordres du Grand Quartier général des armées alliées (GQGA) en France, dirigé par le général Foch[5];
- le 5 juillet 1918, le général Edmond Buat remplace le général Anthoine comme major-général ;
- le 20 octobre 1919, liquidation officielle du GQG.

## Organisation
Comme tous les états-majors français de l'époque responsables d'un groupe d'armées, d'une armée ou d'un corps d'armée, le GQG est structuré en quatre bureaux spécialisés :
- le 1er bureau est responsable des effectifs, de l'équipement et de la mobilisation ;
- le 2e bureau est celui du renseignement et des services secrets ;
- le 3e bureau s'occupe des ordres d'opération et de l'instruction ;
- le 4e bureau, chargé des étapes et du transport :
  - la direction de l'arrière a la charge de l'approvisionnement ;
  - la direction des chemins de fer, s'occupant du transport ferroviaire[2].

## Localisations
Le GQG, à l'instar de son équivalent allemand l’Oberste Heeresleitung (OHL), a déménagé plusieurs fois au long du conflit. Joffre quitte Paris le 5 août en automobile, accompagné du ministre de la Guerre Adolphe Messimy qui l'accompagne jusqu'à Lagny. Les différents emplacements du GQG furent :
- Vitry-le-François, le 5 août 1914 ;
- Bar-sur-Aube, le 31 août 1914 ;
- Châtillon-sur-Seine, le 6 septembre 1914 ;
- Romilly-sur-Seine, le 28 septembre 1914 ;
- Chantilly (hôtel Le Grand Condé), le 29 novembre 1914 ;
- Beauvais, le 10 janvier 1917 ;
- Compiègne (château), le 4 avril 1917 ;
- Provins, le 26 mars 1918[7] ;
- Metz, le 2 décembre 1918 ;
- Chantilly, à nouveau, le 29 janvier 1919.